# ¿Quién diablos es Juliette?
¿Quién diablos es Juliette? es una película mexicana documental de 1997, escrita y dirigida por Carlos Marcovich y protagonizada por Yuliet Ortega y Fabiola Quiroz. Filmada entre 1995 y 1997 y presentada en el Festival Internacional de Cine de Morelia, es uno de los documentales que marcaron la década de 1990 en el cine mexicano. Se estrenó el 5 de septiembre de 1997 en Canadá.

## Sinopsis
La narración gira en torno a la historia real de Yuliet, una prostituta adolescente cubana, y Fabiola, una modelo mexicana.

## Reparto
- Yuliet Ortega
- Fabiola Quiroz
- Jorge Quiroz
- Victor Ortega
- Michele Ortega
- Salma Hayek
- Benny Ibarra
- Francesco Clemente
- Daniel Giménez Cacho
- Oneida Ramírez

## Producción
Fue filmada entre octubre de 1995 y enero de 1997 en La Habana, Nueva York, Los Ángeles, Morelia y Ciudad de México. Cuando Marcovich estaba en Cuba para filmar un video de Benny Ibarra, con la modelo mexicana Fabiola Quiroz, una adolescente —Yuliet Ortega— se les acercó a pedirles dinero y Marcovich la invitó a salir en el video, simplemente porque se parecía a la modelo. De ese encuentro nació la idea de la película desarrollada sin ensayos o guion.

## Lanzamiento
Fue exhibida en las siguientes fechas:
- Canadá: 5 de septiembre de 1997 en el Festival Internacional de Cine de Toronto.
- Estados Unidos: enero de 1998 en el Festival de Cine de Sundance
- Países Bajos: 2 de febrero de 1998 en el Festival Internacional de Cine de Róterdam
- Suiza marzo de 1998 en el Festival de Cine Internacional de Friburgo.
- Argentina: 5 de abril de 1999 en el Festival Internacional de Cine Independiente de Buenos Aires

## Recepción
Sobre este filme se opinó: 

Marcovich rompió los moldes y trabajó en una idea suya, logró una historia que cautiva..., se burló de sí mismo —«los directores sólo toman café y escogen una modelo para acostarse con ella»— y de su trabajo —Salma y Benny aparecen como elementos de burla y de autenticidad de la historia—, y hasta se dio el lujo de resolver el enigma de Juliette y Fabiola..., al menos hasta el capítulo en que las abandonamos y salimos de la sala con la ilusión de conocerlas... En cuanto a otros puntos meramente cinematográficos, la edición es maravillosa —la cinta requiere una sincronía impecable, y la tiene—, y este es un aspecto a mencionar, ya que todo se forma a partir de secuencias muy cortas que deben ir relacionadas. En lo visual es obvia la experiencia fotográfica del director: hay escenas grandiosas, como la toma aérea de Xochimilco, el malecón cubano con los niños jugando en el agua en cámara lenta o la secuencia leit motiv de los arcos en la búsqueda de Juliette... En definitiva, una gran, gran cinta...
Cinengaños

Alejandra Szir en el sitio web Filmonline.com.ar escribió:

"Es una película atractiva. No solo por la seductora y alegre Juliette, sino porque se produce un juego entre el director y las personas que están frente a la cámara."

## Premios (1998)
- Premio Ariel a la mejor edición.
- Premio Ariel a la Mejor Opera Prima.
- Candidato al Premio Ariel a la Mejor Fotografía.
- Candidato al Premio Ariel al Mejor argumento original escrito para cine.
- Premio Especial del Jurado en el Festival Internacional de Cine de Cartagena.
- Candidato al Premio India Catalina de Oro a la mejor película del Festival de Cartagena.
- Premio Ecuménico del Jurado del Festival Internacional de Cine de Friburgo.
- Grand Prix del Festival de Friburgo, compartido con Pizza, birra, faso.
- Premio de la Crítica en el Festival Internacional de Cine de Guadalajara.
- Premio FIPRESCI en el Festival Internacional de Cine de La Habana.
- Gran Premio en el Festival de Cine Internacional de Ourense (Galicia).
- Candidato al Premio Tigre del Festival Internacional de Cine de Róterdam.
- Premio a la Mejor Película de América Latina en el Festival de Cine de Sundance.
- Mención Especial en el Festival Internacional de Cine Latinoamericano de Toulouse.